# Miquel II d'Alexandria
Miquel II d'Alexandria va ser patriarca Ortodox d'Alexandria de l'any 870 al 903.
Anteriorment s'anomenava Joan i era bisbe de Maiuma. L'emperador Basili I el va nomenar patriarca d'Alexandria, i va prendre el nom de Miquel en honor al seu predecessor Miquel I.
Durant el seu patriarcat es va implicar en el cisma que va promoure Foci. L'any 879 va delegar un prelat anomenat Cosme al Concili de Constantinoble de 879-880 (el VIII segons el grecs, el IX segons els romans) sota la presidència de Foci. Es va declarar la nul·litat del Concili de l'any 869 que havia desposseït Foci del patriarcat de Constantinoble.